# Mocidade Independente de Icaraí
O Grêmio Recreativo Escola de Samba Mocidade Independente de Icaraí é uma escola de samba de Niterói. Foi fundada em 04 de março de 1985, na comunidade do Morro do Cavalão, no bairro de Icaraí. 

## História
Muitas pessoas contribuíram trabalhando intensamente para o sucesso e para o crescimento da Mocidade Independente de Icaraí, desde as reuniões na casa de D. Adaltiva até os grandes pagodes domingueiros, sempre lotados, na casa de "Seu Vava", que ajudavam a agremiação a arrecadar, ainda na falta de uma quadra de ensaios mas, o primeiro livro-ata registra 20 fundadores; são eles: Alamir S. "Bolinha", Carlos Alberto "Mormaço", Celso Luís de Carvalho, Claudio Luis G. da Silva,  D. Cristina Conceição, Geraldo Santana "Escurinho/Geraldão", D. Henriqueta Maria da Conceição (D. Neném), Joel N. Freire, José Carlos F. "Zebinho", José Figueiredo "Zezinho Pardal", Luiz Carlos da Conceição "Bomba", D. Maria Aparecida Santana "Cida", Mauro Ferreira de Souza "Mauro do Preparo", Moacir Ferreira, D. Neidmar S. Dantas (D. Neide), Renato Silva "Bozó", Robson Leocadio "Robinho", Rodney dos Santos, Ronney Leocadio e D. Rosane Esmeraldo "Maninha".
Fundada como bloco de enredo, já no seu primeiro desfile oficial, em 1986, a Mocidade sagrou-se vice-campeã dos Blocos de Enredo, credenciando-se a se tornar escola de samba, em 1987, quando seria a campeã do recém criado grupo III. Em 1988, estreou no grupo II, obtendo a 3º colocação, para no ano seguinte, em 1989, sagrar-se campeã do grupo II, alcançando o grupo principal (I) do carnaval de Niterói, apenas quatro anos após a fundação. 
Em 1990, desfilou a primeira vez no grupo I (Principal) obtendo a terceira colocação entre as grandes escolas da cidade. O ápice viria no ano seguinte, 1991, quando a Mocidade, com um desfile em que satirizava o momento político do país à época,  seria a grande campeã da cidade. Em 1992, a escola seria vice-campeã, perdendo o bicampeonato por um ponto. Como na estreia, repetiria a terceira colocação, em 1993, e novamente 3º colocada em 1995, último desfile antes da paralisação do carnaval na cidade. 
Na revitalização do Carnaval de Niterói, voltou a desfilar como bloco carnavalesco oficial em 2006. Foi a campeã, empatada com a  Novo México, do Carnaval em 2007, o primeiro ano dos desfiles oficiais, após os dez anos de paralisação. Foi bicampeã em 2008, desta vez vencendo sozinha. 
O tricampeonato viria em 200/9 e, no ano seguinte, em 2010, a escola se sagraria tetracampeã da cidade. Em 2011 e 2012, a escola obteve apenas a sexta colocação.
Em 2013, a homenageou o carnavalesco Max Lopes, tendo como sua rainha de bateria a dançarina Juliane Almeida. Em 2014 a escola apostou no enredo "Um grito Africano" e, mesmo tendo o melhor samba-enredo da cidade, obteve o 10° lugar, sendo rebaixada para o grupo de acesso.
Em 2015 com o enredo exaltando os carnavais da cidade, obteve quinta colocação no grupo de acesso. No ano seguinte, devido a  alguns erros em quesitos como Comissão de Frente e Harmonia, obteve apenas a oitava colocação. 
No carnaval de 2017 a escola homenageou o cantor sertanejo niteroiense João Gabriel. Foi campeã, garantindo o seu retorno para a elite do samba niteroiense. A partir daí, alternou-se entre o primeiro e o segundo grupo, sendo rebaixada novamente em 2018 , e mais uma vez promovida em 2019 ao abordar como tema de seu desfile a história da jornalista Karla Barcellos , criadora dos Projetos Sociais "Anjos da Rua" e "Recriar".,
Homenageou ainda o médico e professor Carlos Augusto Bittencourt Silva, o Gugu, criador do Projeto Gugu  de ginástica para a Terceira Idade, obtendo a sexta colocação e permanecendo entre as principais escolas de samba da cidade.
Em 2021 não houve desfile devido à Pandemia da Covid-19. Em 2022 a escola obteve a 8ª. colocação no Grupo A (Principal) do carnaval de Niterói.

## Segmentos

### Presidentes
| Nome | Mandato       | Ref.  |
| --- | ------------- | ----- |
| Cléber "Barrufa" Campos (Não chegou a ser empossado; o vice assumiu) Vice-presidente: Claudio Luís Gomes da Silva                          | 1985          |       |
| Claudio Luís Gomes da Silva Vice-presidente: Mauro Ferreira de Souza                                                                       | 1985-1987     |       |
| William dos Santos (Não completou o mandato; o vice assumiu) Vice-presidente: Mauro Ferreira de Souza                                      | 1988          |       |
| Mauro Ferreira de Souza (Mauro do Preparo) Vice-presidentes: José Figueiredo (1989), João Ennes Filho (1990/1992) e Newton Lindgren (1991) | 1988-1992     |       |
| Geraldo Santana (Escurinho/Geraldão) Vice-presidente: Mauro Ferreira de Souza                                                              | 1993-1995     |       |
| Geraldo Santana (Escurinho/Geraldão) Vice-presidente: Arildo Figueiredo                                                                    | 2006-2013     | [ 8 ] |
| Mauro Ferreira de Souza (Mauro do Preparo) Vice-presidente: Arildo Figueiredo                                                              | 2014-2015     | [ 8 ] |
| Geraldo Santana (Escurinho/Geraldão) (Não completou o mandato; o novo presidente assumiu) Vice-presidente: Arildo Figueiredo               | 2016          |       |
| Carlos Vianna Vice-presidente: Joyce F. da Conceição                                                                                       | 2017-2019     |       |
| Hamilton Jorge de Oliveira (Mestre Chiquinho) Vice-presidente: Verônica Santos                                                             | 2020 - atual. |       |

### Diretores
| Ano  | Diretor de Carnaval              | Diretor Geral de Harmonia | Mestre de Bateria ("Treme-Terra") | Ref. |
| ---- | -------------------------------- | ------------------------- | --------------------------------- | ---- |
| 1986 | José Figueiredo (Zezinho Pardal) | Rodney dos Santos         | Mestre Geraldo Santana            |      |
| 1987 | José Figueiredo (Zezinho Pardal) | Rodney dos Santos         | Mestre Geraldo Santana            |      |
| 1988 | José Figueiredo (Zezinho Pardal) | Rodney dos Santos         | Mestre Geraldo Santana            |      |
| 1989 | José Figueiredo (Zezinho Pardal) | Rodney dos Santos         | Mestre Geraldo Santana            |      |
| 1990 | José Figueiredo (Zezinho Pardal) | Rodney dos Santos         | Mestre Geraldo Santana            |      |
| 1991 | José Figueiredo (Zezinho Pardal) | Rodney dos Santos         | Mestre Geraldo Santana            |      |
| 1992 | Ana Maria Montenegro             | João Ennes Filho          | Mestre Geraldo Santana            |      |
| 1993 | Ivan Rabello                     | João Ennes Filho          | Mestre Reinaldo Medeiros          |      |
| 1994 | Ernani "Naninho"                 | Eduardo Poeta             | Mestre Reinaldo Medeiros          |      |
| 1995 | Ernani "Naninho"                 | Eduardo Poeta             | Mestre Geraldo Santana            |      |
| 2014 | Rodrigo (Gol) Figueiredo         | Marcelo do Mutuá          | Mestre Maxwell Ribeiro            |      |
| 2015 | Rodrigo (Gol) Figueiredo         | Marcelo do Mutuá          | Mestre Maxwell Ribeiro            |      |
| 2016 | Rosane Gracietti                 | Marcelo do Mutuá          | Mestre Chiquinho                  |      |
| 2017 | Comissão de Carnaval             | Marcelo do Mutuá          | Mestre Chiquinho                  |      |
| 2018 | Comissão de Carnaval             | Sílvio Costa              | Mestre Chiquinho                  |      |
| 2019 | Comissão de Carnaval             | Sílvio Costa              | Mestre Chiquinho                  |      |
| 2020 | Comissão de Carnaval             | Sílvio Costa              | Mestre Chiquinho                  |      |
| 2022 | Marleson Dito                    | Marcelo do Mutuá          | Mestre Chiquinho                  |      |

### Casal de Porta-Bandeira e Mestre-Sala
| Ano  | Nome                               | Ref. |
| ---- | ---------------------------------- | ---- |
| 1986 | Ana Cristina e Lúcio Mauro         |      |
| 1987 | Ana Cristina e Lúcio Mauro         |      |
| 1988 | Ana Cristina e Lúcio Mauro         |      |
| 1989 | Ana Cristina e Lúcio Mauro         |      |
| 1990 | Ray e Jorge Pedro                  |      |
| 1991 | Ray e Jorge Pedro                  |      |
| 2020 | Natália Pereira e Roberto Vinícius |      |
| 2022 | Natália Pereira e Roberto Vinícius |      |

### Corte de bateria
| Ano         | Rainha          | Madrinha | Ref.        |
| ----------- | --------------- | -------- | ----------- |
| 2013        | Juliane Almeida |          | [ 2 ] [ 3 ] |
| 2014 e 2015 | Danúbia Gisela  |          |             |
| 2016 a 2018 | Thati Sorriso   |          |             |
| 2019        | Simone Moraes   |          |             |
| 2020        | Eunice Alves    |          |             |
| 2022        | Thati Sorriso   |          |             |

## Carnavais
| Ano  | Colocação             | Grupo                       | Enredo | Carnavalesco                        | Intérprete                      | Ref           |
| ---- | --------------------- | --------------------------- | --- | ----------------------------------- | ------------------------------- | ------------- |
| 1986 | Vice-campeão          | Grupo dos Blocos de Enredo  | "Das águas para as águas." Compositores: Eduardo Poeta, Quinzinho e Miltinho da Tumbadora | Paulo Roberto Costa                 | Mauro do Preparo                | [ 9 ]         |
| 1987 | Campeã                | Grupo 3 (terceira divisão)  | "Uni-Duni-Tê - Do sonho à fantasia." Compositores: Eduardo Poeta, Quinzinho e Miltinho da Tumbadora                                                                                                  | Paulo Roberto Costa                 | Mauro do Preparo                | [ 9 ]         |
| 1988 | 3º lugar              | Grupo 2 (segunda divisão)   | "As duas faces de Vô João." Compositores: Marçal Branco, Rolian do Cavaco, Gira, Gonzaga da Ilha e Bira do Sossego                                                                                   | Paulo Roberto Costa                 | Mauro do Preparo                | [ 9 ]         |
| 1989 | Campeã                | Grupo 2 (segunda divisão)   | "Quem não tem balangandãs não vai ao Bonfim." Compositores: Eduardo Poeta e Miltinho da Tumbadora | Paulo Roberto Costa                 | Mauro do Preparo                | [ 9 ]         |
| 1990 | 4º lugar              | Grupo 1 (primeira divisão)  | "Brasil - Elo de uma raça." Compositores: Dalmo da Souza, Sardinha e Rogerinho | Paulo Roberto Costa                 | Fábio Machado                   | [ 9 ]         |
| 1991 | Campeã                | Grupo 1                     | "Será que dá certo?" Compositores: Quinzinho e Jairo Lima | Paulo Roberto Costa                 | Fábio Machado e Quinzinho       | [ 9 ]         |
| 1992 | Vice-campeã           | Grupo 1                     | "Brasil, paraíso de riquezas!" Compositores: Clebinho, Cuca e Claudio Gomes | Ana Maria Montenegro e Sergio Bohme | Fábio Machado                   | [ 9 ]         |
| 1993 | 3º lugar              | Grupo 1                     | "Nas asas do vento - Da terra ao infinito!" Compositores: Mário Di Minas e Lênio da Cotia | Ivan Rabello                        | Mário Di Minas                  | [ 9 ]         |
| 1994 | 3º lugar              | Grupo 1                     | "Da aldeia de São Lourenço à Vila Real da Praia Grande; hoje Niterói!" Compositores: Ronaldo Barbosa, Leonardo "Norna" e Edson Mauro                                                                 | Ronaldo Silva                       | Geraldo Santana                 | [ 9 ]         |
| 1995 | 3º lugar              | Grupo 1                     | "Parabéns!" Compositores: Julinho Bermuda, Renê 13, Tio Miguel e Wilsinho do Sossego | José Luís e Marquinhos              | Diskonha                        | [ 9 ]         |
| **** | *****                 | *****                       | De 1996 a 2005 não foram realizados desfiles de Escolas de Samba na cidade de Niterói. | *****                               | *****                           | [ 10 ]        |
| 2006 | -                     | Grupo de Blocos             | "Alô, Alô! A Mocidade chegou e quer gritar é Campeã!" Compositores: Mário Di Minas, Dandara Carvalho, Lênio da Cotia e Eduardo Poeta                                                                 | Ronaldo Silva                       | Nem Mocidade                    | [ 10 ]        |
| 2007 | Campeã                | ÚNICO                       | "Contos que encantam...É Carnaval! Alegria, Alegria, meu amor, A Mocidade Chegou!" Compositores: Lênio da Cotia, Nem Mocidade e Edinho                                                               | Ronaldo Silva                       | Nem Mocidade                    | [ 11 ]        |
| 2008 | Campeã                | ÚNICO                       | "Sonhado e cantando, sambando e brincando." Compositores: Eduardo Poeta e Renato "Bozó" | Ronaldo Silva                       | Nem Mocidade e Mário Di Minas   | [ 12 ]        |
| 2009 | Campeã                | ÚNICO                       | "No Cavalão e nos braços de Morfeu, 1,2,3... Vou sonhando, vou contando, histórias de era uma vez..." Compositores: Flavinho Machado, Jorge Peregrino, Alcindo, Ito Plataforma e Huguinho            | Ronaldo Silva                       | Flavinho Machado e Nem Mocidade | [ 13 ]        |
| 2010 | Campeã                | ÚNICO                       | "Nicteroy, Mocidade conta sua odisséia no tempo." Compositores: Robson Ramos, Ronaldo, Eduardo Poeta e Kokinho Santos                                                                                | Ronaldo Silva e Davi Pinto          | Nem Mocidade e Rodrigo Gol      | [ 14 ] [ 15 ] |
| 2011 | 6º lugar              | Especial (primeira divisão) | "Ivy Marayê - Um Carnaval no reino encantado das lendas." Compositores: Floriano Peixoto, Huquinho "Big Horse" e Nino                                                                                | Ronaldo Silva e Davi Pinto          | Nem Mocidade                    | [ 16 ] [ 1 ]  |
| 2012 | 6º lugar              | Especial (primeira divisão) | "Chegou a vez e a Mocidade vai cantar: Mulher Brasileira em Primeiro Lugar!" Compositores: Lênio da Cotia, Nem Mocidade e Márcio do Cavaco                                                           | Ronaldo Silva e Davi Pinto          | Nem Mocidade                    | [ 17 ]        |
| 2013 | 6° lugar              | Especial (primeira divisão) | "Yes, nós temos Max Lopes; o Mago Iluminado do Carnaval." Compositores: Jorginho do Bairro, Dedé da Martins e Luiz Carlos Paiva                                                                      | Ronaldo Silva e Davi Pinto          | Nem Mocidade                    | [ 18 ]        |
| 2014 | 10° lugar (rebaixada) | Especial (primeira divisão) | "Um grito africano." Compositores: Zezinho Pardal, Mário Di Minas, Sandro e Kiko | Ronaldo Silva e Davi Pinto          | Nem Mocidade e Mário Di Minas   | [ 19 ]        |
| 2015 | 5º lugar              | Acesso (segunda divisão)    | "Meu carnaval começou aqui. Niterói é meu berço e minha raíz. Conta e canta Mocidade o carnaval dos carnavais da minha cidade." Compositores: Gegê Fernandes, Marcos Antônio, Pepe e Paulo Alvarenga | Flávio Nunes                        | Nem Mocidade                    | [ 20 ]        |
| 2016 | 8º lugar              | Acesso (segunda divisão)    | "Mãe África a realeza em arte e cultura na cidade sorriso." Compositores: Mikinho, Bolzam, Jô, Marrom, Robson Ramos e Yuri Freire                                                                    | Flávio Nunes                        | Nem Mocidade                    | [ 21 ]        |
| 2017 | Campeã                | Grupo A (segunda divisão)   | "Segura Mocidade... Segura Moçada! É o João Gabriel que tá chegando na parada!" Compositores: Ana Paula Polonio, Carlinhos Vianna e Nicolas Vianna                                                   | Flávio Nunes                        | Nem Mocidade                    | [ 22 ]        |
| 2018 | 9º lugar (rebaixada)  | Especial                    | Fé Compositores: Gegê Fernandes, Robson Ramos, Marrom, Fábio Batista, Fabiano da Viradouro e M.M..                                                                                                   | Flávio Nunes                        | Nem Mocidade                    | [ 23 ]        |
| 2019 | Campeã                | Grupo B (segunda divisão)   | "Minha Mocidade canta e se encanta com a guerreira Karla Barcellos." Compositores: Nicolas Vianna e Léo Simpatia.                                                                                    | Flávio Nunes                        | Nem Mocidade e Léo Simpatia     | [ 24 ]        |
| 2020 | 6º lugar              | Grupo A (primeira divisão)  | "Gugu, tu és o tema e nossa inspiração! A Mocidade aplaude 25 anos de pura emoção!" Compositores: Fabíola, Vânia e Damião.                                                                           | Flávio Nunes                        | Nem Mocidade e Gegê Fernandes   | [ 25 ]        |
| 2021 | *****                 | *****                       | Não houve desfile devido à Pandemia da Covid-19. | *****                               | *****                           | [ 26 ]        |
| 2022 | 8º lugar              | Grupo A (primeira divisão)  | "Iubentium! A arte sagrada da cura." Compositores: Robson Ramos, Gegê Fernandes, Rodrigo Figueiredo (Gol), Cássio Kelly, Esdras Araújo e Vinícius Xavier.                                            | Felipe Rangel                       | Nem Mocidade                    | [ 27 ]        |
| 2023 | 9º lugar (rebaixada)  | Grupo A (primeira divisão)  | "Iyá, Matripotência Mocidade" |                                     | Nem Mocidade                    |               |
| 2024 | 6º lugar              | Grupo B (segunda divisão)   | "Uni-Duni-Tê, do sonho a fantasia" (reedição 1987) |                                     | Nem Mocidade                    |               |
| 2025 | a definir             | Grupo B (segunda divisão)   | "Timbó" | Brunin                              | Nem Mocidade                    |               |

- Commons